# Stora Svartevattnet (Ale-Skövde socken, Västergötland)
Stora Svartevattnet är en sjö i Lilla Edets kommun i Västergötland och ingår i Göta älvs huvudavrinningsområde. Sjön har en area på 0,0335 kvadratkilometer och ligger 63,1 meter över havet.

## Delavrinningsområde
Stora Svartevattnet ingår i det delavrinningsområde (645340-128975) som SMHI kallar för Utloppet av Gravlången. Medelhöjden är 71 meter över havet och ytan är 32,8 kvadratkilometer. Det finns inga avrinningsområden uppströms utan avrinningsområdet är högsta punkten. Lillån som avvattnar avrinningsområdet har biflödesordning 4, vilket innebär att vattnet flödar genom totalt 4 vattendrag innan det når havet efter 77 kilometer. Avrinningsområdet består mestadels av skog (59 %), öppen mark (13 %) och jordbruk (13 %). Avrinningsområdet har 3,01 kvadratkilometer vattenytor vilket ger det en sjöprocent på 9,2 %.